# Гільбервіль
Гільберві́ль, Ґільбервіль (фр. Guilberville) — колишній муніципалітет у Франції, у регіоні Нормандія, департамент Манш. Населення — 1017 осіб (2011).
Муніципалітет був розташований на відстані близько 250 км на захід від Парижа, 50 км на південний захід від Кана, 18 км на південний схід від Сен-Ло.

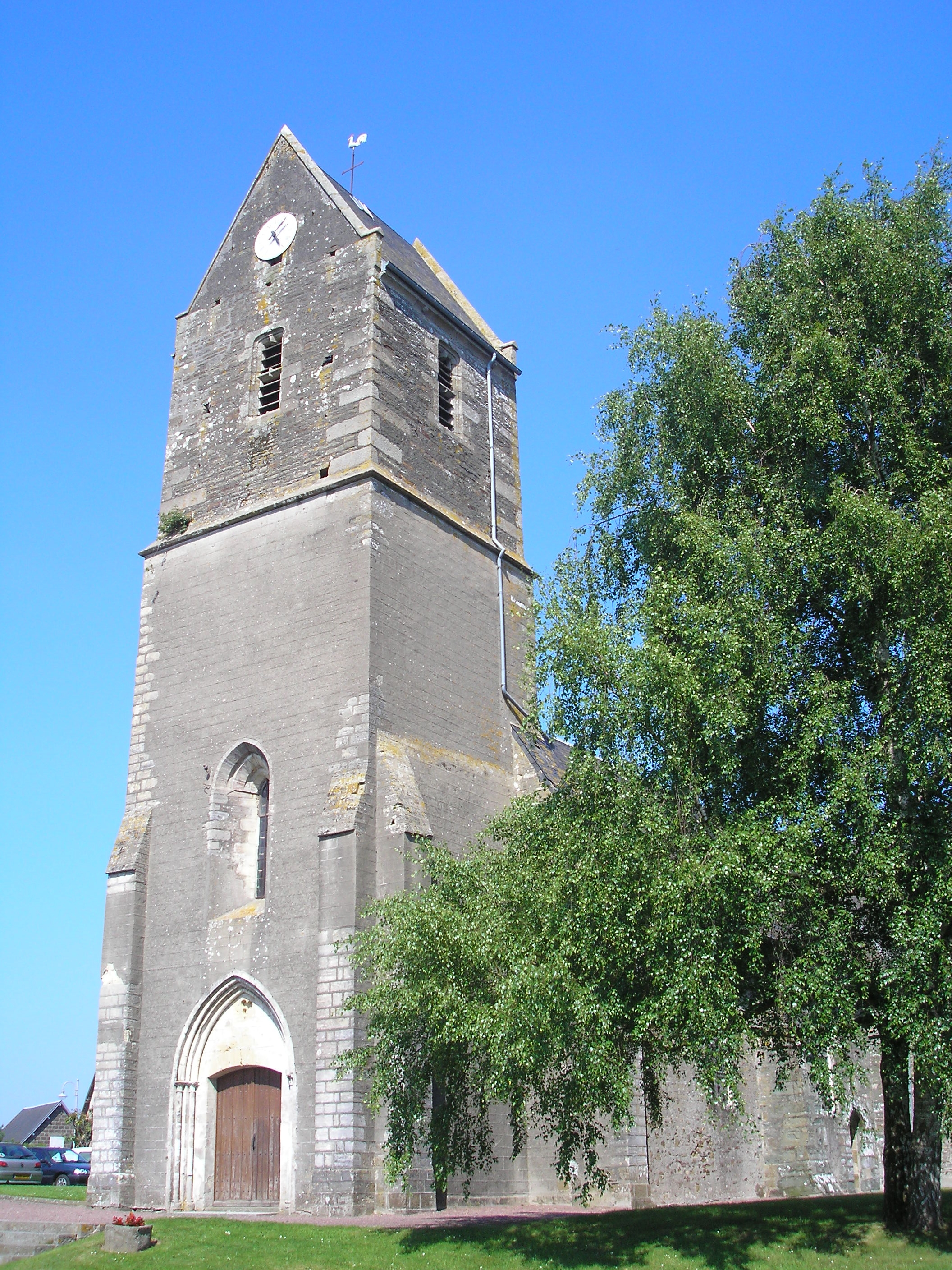

## Історія
До 2015 року муніципалітет перебував у складі регіону Нижня Нормандія. Від 1 січня 2016 року належав до нового об'єднаного регіону Нормандія.
1 січня 2016 року Гільбервіль, Бректувіль, Ж'євіль i Ториньї-сюр-Вір було об'єднано в новий муніципалітет Ториньї-ле-Віль.

## Демографія
Динаміка населення (Insee ):
Розподіл населення за віком та статтю (2006):
| Стать | Всього | До 15 років | 15-24 | 25-44 | 45-64 | 65-85 | Понад 85 |
| --- | ------ | ----------- | ----- | ----- | ----- | ----- | -------- |
| Чоловіки | 450    | 72          | 61    | 123   | 134   | 60    | 0        |
| Жінки | 459    | 85          | 45    | 122   | 122   | 85    | 0        |
| \| Статево-вікова піраміда \| Статево-вікова піраміда \| Статево-вікова піраміда \| \| ----------------------- \| ----------------------- \| ----------------------- \| \| Чоловіки \| Вік \| Жінки \| \| 0 \| 85 + \| 0 \| \| 0 \| 80-84 \| 4 \| \| 20 \| 75-79 \| 33 \| \| 24 \| 70-74 \| 24 \| \| 16 \| 65-69 \| 24 \| \| 20 \| 60-64 \| 12 \| \| 28 \| 55-59 \| 28 \| \| 45 \| 50-54 \| 37 \| \| 41 \| 45-49 \| 45 \| \| 33 \| 40-44 \| 33 \| \| 33 \| 35-39 \| 24 \| \| 37 \| 30-34 \| 41 \| \| 20 \| 25-29 \| 24 \| \| 33 \| 20-24 \| 12 \| \| 28 \| 15-20 \| 33 \| \| 28 \| 10-14 \| 16 \| \| 20 \| 5-9 \| 28 \| \| 24 \| 0-4 \| 41 \| |        |             |       |       |       |       |          |
| Статево-вікова піраміда |        |             |       |       |       |       |          |
| Чоловіки | Вік    | Жінки       |       |       |       |       |          |
| 0 | 85 +   | 0           |       |       |       |       |          |
| 0 | 80-84  | 4           |       |       |       |       |          |
| 20 | 75-79  | 33          |       |       |       |       |          |
| 24 | 70-74  | 24          |       |       |       |       |          |
| 16 | 65-69  | 24          |       |       |       |       |          |
| 20 | 60-64  | 12          |       |       |       |       |          |
| 28 | 55-59  | 28          |       |       |       |       |          |
| 45 | 50-54  | 37          |       |       |       |       |          |
| 41 | 45-49  | 45          |       |       |       |       |          |
| 33 | 40-44  | 33          |       |       |       |       |          |
| 33 | 35-39  | 24          |       |       |       |       |          |
| 37 | 30-34  | 41          |       |       |       |       |          |
| 20 | 25-29  | 24          |       |       |       |       |          |
| 33 | 20-24  | 12          |       |       |       |       |          |
| 28 | 15-20  | 33          |       |       |       |       |          |
| 28 | 10-14  | 16          |       |       |       |       |          |
| 20 | 5-9    | 28          |       |       |       |       |          |
| 24 | 0-4    | 41          |       |       |       |       |          |

## Економіка
2010 року серед 626 осіб працездатного віку (15—64 років) 494 були активними, 132 — неактивними (показник активності 78,9%, у 1999 році було 71,9%). З 494 активних мешканців працювало 465 осіб (242 чоловіки та 223 жінки), безробітними було 29 (9 чоловіків та 20 жінок). Серед 132 неактивних 29 осіб було учнями чи студентами, 63 — пенсіонерами, 40 були неактивними з інших причин.

У 2010 році в муніципалітеті числилось 412 оподаткованих домогосподарств, у яких проживали 1060,5 особи, медіана доходів виносила 17 709 євро на одного особоспоживача